# Jonatan Braut Brunes
Jonatan Braut Brunes (Bryne, 2000. augusztus 7. –) norvég labdarúgó, a Strømsgodset csatárja.

## Pályafutása
Brunes a norvégiai Bryne városában született. Az ifjúsági pályafutását a helyi Bryne akadémiájánál kezdte.
2016-ban mutatkozott be a Bryne másodosztályban szereplő felnőtt keretében. A 2019-es szezonban a Solánál szerepelt kölcsönben. 2020-ban a Florø szerződtette. 2020 októbere és decembere között a Lillestrøm csapatát erősítette kölcsönben. A lehetőséggel élve, 2021-ben az első osztályban érdekelt Lillestrømhöz igazolt. A 2022-es idény első felében a Startnál játszott, mint kölcsönjátékos. 2022. augusztus 18-án 3½ éves szerződést kötött a Strømsgodset együttesével. Először a 2022. augusztus 21-ei, Jerv ellen 6–0-ra megnyert mérkőzés 71. percében, Fabian Holst-Larsen cseréjeként lépett pályára. Első gólját 2022. október 9-én, a Tromsø ellen hazai pályán 2–1-es vereséggel zárult találkozón szerezte meg.

## Statisztikák
2023. augusztus 5. szerint
| Klub               | Szezon   | Osztály     | Bajnokság | Bajnokság | Kupa  | Kupa | Nemzetközi | Nemzetközi | Összesen | Összesen |
| Klub               | Szezon   | Osztály     | Meccs     | Gól       | Meccs | Gól  | Meccs      | Gól        | Meccs    | Gól      |
| ------------------ | -------- | ----------- | --------- | --------- | ----- | ---- | ---------- | ---------- | -------- | -------- |
| Lillestrøm         | 2020     | OBOS-ligaen | 3         | 0         | 0     | 0    | —          | —          | 3        | 0        |
| Lillestrøm         | 2021     | Eliteserien | 18        | 1         | 2     | 2    | —          | —          | 20       | 3        |
| Lillestrøm         | Összesen | Összesen    | 21        | 1         | 2     | 2    | 0          | 0          | 23       | 3        |
| Start (kölcsönben) | 2022     | OBOS-ligaen | 15        | 12        | 1     | 0    | —          | —          | 16       | 12       |
| Strømsgodset       | 2022     | Eliteserien | 13        | 3         | 0     | 0    | —          | —          | 13       | 3        |
| Strømsgodset       | 2023     | Eliteserien | 16        | 6         | 4     | 5    | —          | —          | 20       | 11       |
| Strømsgodset       | Összesen | Összesen    | 29        | 9         | 4     | 5    | 0          | 0          | 33       | 14       |
| Összesen           | Összesen | Összesen    | 75        | 22        | 7     | 7    | 0          | 0          | 82       | 29       |

## Sikerei, díjai
Lillestrøm
- OBOS-ligaen
  - Feljutó (1): 2020